# Spider-Man: Far From Home
Spider-Man: Far From Home és una pel·lícula de superherois estatunidenca de 2019 basada en el personatge de Marvel Comics Spider-Man, produïda per Columbia Pictures i Marvel Studios, i distribuïda per Sony Pictures Releasing. Es tracta de la seqüela de Spider-Man: Homecoming (2017) i de la vint-i-tresena pel·lícula a l'univers cinematogràfic de Marvel (el MCU en anglés). La pel·lícula està dirigida per Jon Watts, escrita per Chris McKenna i Erik Sommers, i protagonitzada per Tom Holland com a Peter Parker/ Spider-Man, al costat de Samuel L. Jackson, Zendaya, Cobie Smulders, Jon Favreau, JB Smoove, Jacob Batalon, Martin Starr, Marisa Tomei i Jake Gyllenhaal. La història segueix a Parker i els seus amics mentre viatgen per Europa. S'ha subtitulat al català.
Spider-Man: Far From Home es va estrenar el 2 de juliol de 2019 als Estats Units en 3D i IMAX.

## Argument
Els fets es produeixen després d'Avengers: Endgame. Parker és reclutat per Nick Fury i Mysterio per tal de fer front als Elementals que assolen la Terra, tot mentre està de viatge escolar per Europa.

## Actors
- Tom Holland com a Peter Parker/ Spider-Man.
- Samuel L. Jackson com a Nick Fury.
- Zendaya com a Michelle "MJ" Jones.
- Jon Favreau com a Harold "Happy" Hogan.
- Jake Gyllenhaal com a Quentin Beck/ Mysterio.

## Producció

### Filmació

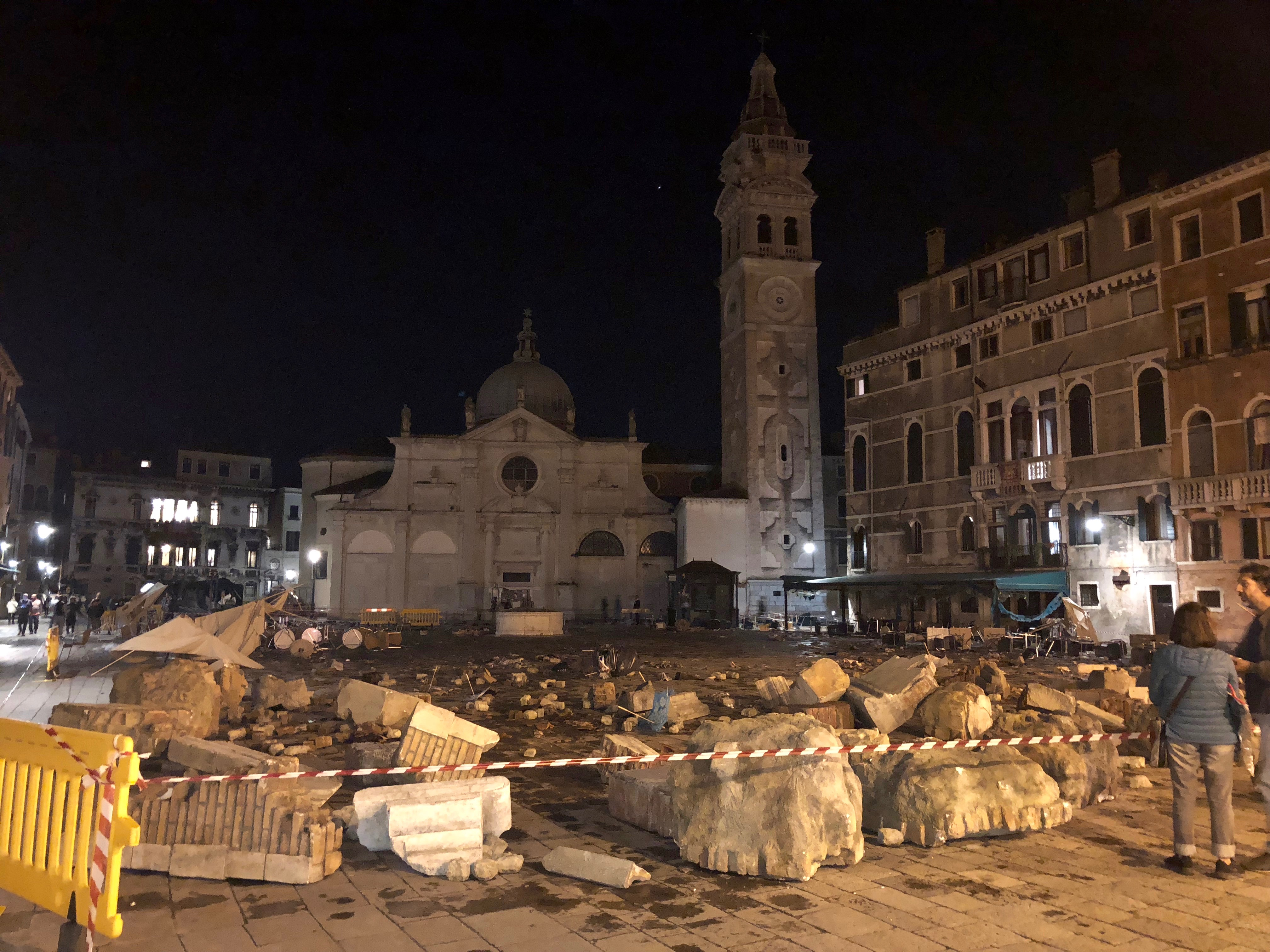
Decorat de la pel·lícula a Venècia, Itàlia.

El rodatge va començar in situ a Hertfordshire, Anglaterra, el 2 de juliol de 2018 sota el títol de Fall of George; i es comptava amb Matthew J. Lloyd com a director de fotografia. La filmació també va tindre lloc a Londres, les localitzacions londinenques incloïen Londres nord-est, i l'Aeroport de Londres-Stansted. Es va fer treball als Leavesden Studios a prop de Watford (Anglaterra), allí la recreació de Venècia es va enregistrar en un plató exterior a tocar de l'estudi. Poc després de començar a filmar, fotos del rodatge van revelar que Hemky Madera reprendria el seu paper com a Mr. Delmar, el propietari de botiga a l'abast de Queens, i que J.B. Smoove i Numan Acar s'unirien al repartiment.
A principis d'agost Samuel L. Jackson i Cobie Smulders van ser confirmats en el film, reprenent els seus respectius papers de Nick Fury i Maria Hill d'anteriors pel·lícules; també unes setmanes després es va saber que Remy Hii s'uniria al projecte. Es va començar a filmar en la República Txeca (concretament a Praga i Liberec) en setembre, i es va decidir que l'equip es traslladaria a Venècia cap a finals del mes. La filmació es va traslladar a Nova York i Newark (Nova Jersey) en octubre, mentre s'usava el títol provisional de Bosco. Les localitzacions incloïen àrees al voltant del Madison Square Garden, de l'Estació Penn, i de l'Aeroport Internacional de Newark. El rodatge es va donar per finalitzat el 16 d'octubre de 2018.